# Клалит
Клалит (ивр. כללית‎ — Общая) — одна из четырех больничных касс в Израиле. Первая по количеству застрахованных пациентов в стране. Имеет 1,5 тысяч поликлиник всех направлений по всему Израилю. Услугами Клалит пользуются более чем 4,8 миллиона человек.

## Крупнейшие клиники «Клалит»
- Медицинский центр «Сорока» в Беер-Шеве
- Медицинский центр имени Ицхака Рабина в кампусе Бейлинсон (Петах-Тиква)[4]
- Медицинский центр имени Ицхака Рабина в кампусе Голда (Петах-Тиква)
- Больница «Кармель» (имени Леди Дэвис) в Хайфе
- Больница ха-Эмек в Афуле
- Больница «Меир» в Кфар-Сабе[5]
- Медицинский центр «Каплан» в Реховоте
- Медицинский центр Йосефталь в Эйлате
- Больница им. Ицхака Левинштейна
- Детский медицинский центр Шнайдер
- Психиатрическая больница Геха
- Герцлия Медикал Центр частный медицинский центр, расположенный в городе Герцлия